# Forførerens Dagbog
"Forførerens Dagbog" er en del af Søren Kierkegaards værk Enten - Eller fra 1843. "Forførerens dagbog" er placeret i delen Enten og er skrevet under pseudonymet 'Johannes', som var typisk Kierkegaard. Den kan regnes for at være romantistisk (romantisme).

## Handling
"Forførerens dagbog" omhandler en ung mands (Johannes) stræben og overvejelser omkring forførelsen af en ung kvinde Cordelia. Den unge Johannes er på engang en narcissistisk og begavet person, som på en nærmest sygelig måde dyrker kunsten at forføre og fortæller om de følelser det vækker i ham. 

## Inspiration
I denne del af værket er der tydelig spor af Kierkegaards fascination af Mozarts opera Don Giovanni.
Romanen er også højst sandsynligt skrevet ud fra Kierkegaards eget kærlighedsliv. Hans brud (eller grunden til det) med hans ellers forlovede Regine Olsen ligner i stor udstrækning Johannes' brud med Cordelia i romanen.